# Rue de Harlay
La rue de Harlay est une rue de l’île de la Cité, au centre de Paris, dans le 1er arrondissement.

## Situation et accès
Elle limite le palais de justice de Paris à l'ouest et le sépare ainsi de la place Dauphine.

## Origine du nom
Cette rue porte le nom d'Achille de Harlay (1536-1616), président à mortier, puis premier président du Parlement de Paris.

## Historique
Une rue de 8,75 m est tracée vers 1607, sur des terrains concédés à Achille de Harlay, et qui longeait le mur des jardins de l'hôtel du bailliage, dit « jardin du roi ». 
Elle est citée sous le nom de « rue de Harley » dans un manuscrit de 1636.
Après le lotissement de ce dernier en 1671, un passage est ouvert vis-à-vis de la place Dauphine entre la rue de Harlay et la cour Harlay.
En 1702, la rue qui fait partie du quartier de la Cité possède 36 maisons et 7 lanternes.
Un projet d'agrandissement du palais de justice de Paris, déclaré d'utilité publique par une ordonnance du 26 mai 1840, prévoit la démolition des numéros impairs de la rue pour dégager la vue sur les nouveaux bâtiments.  Haussmann a projeté de faire de la nouvelle façade du palais de justice l’entrée principale. Il a envisagé de créer une voie qui aurait relié le palais du Luxembourg aux Halles, en passant par la rue de Harlay . Mais la préfecture de police de Paris, située jusqu'alors cour Harlay, décide d'occuper les maisons vidées après expropriation. Les maisons sont effectivement détruites en 1871-1872 pour permettre l’achèvement du grand perron de Joseph-Louis Duc. Les numéros pairs qui fermaient la place Dauphine sont démolis en 1874 pour dégager la vue sur le nouveau Palais. Le no 2, rue de Harlay, inscrit aux monuments historiques est le seul bâtiment du XVIIe siècle ayant survécu.
Cette rue a aussi été appelée « Harlay-au-Palais » pour la distinguer de la rue « Harlay-au-Marais » (dans le 3e arrondissement), renommée en 1879 « rue des Arquebusiers ».

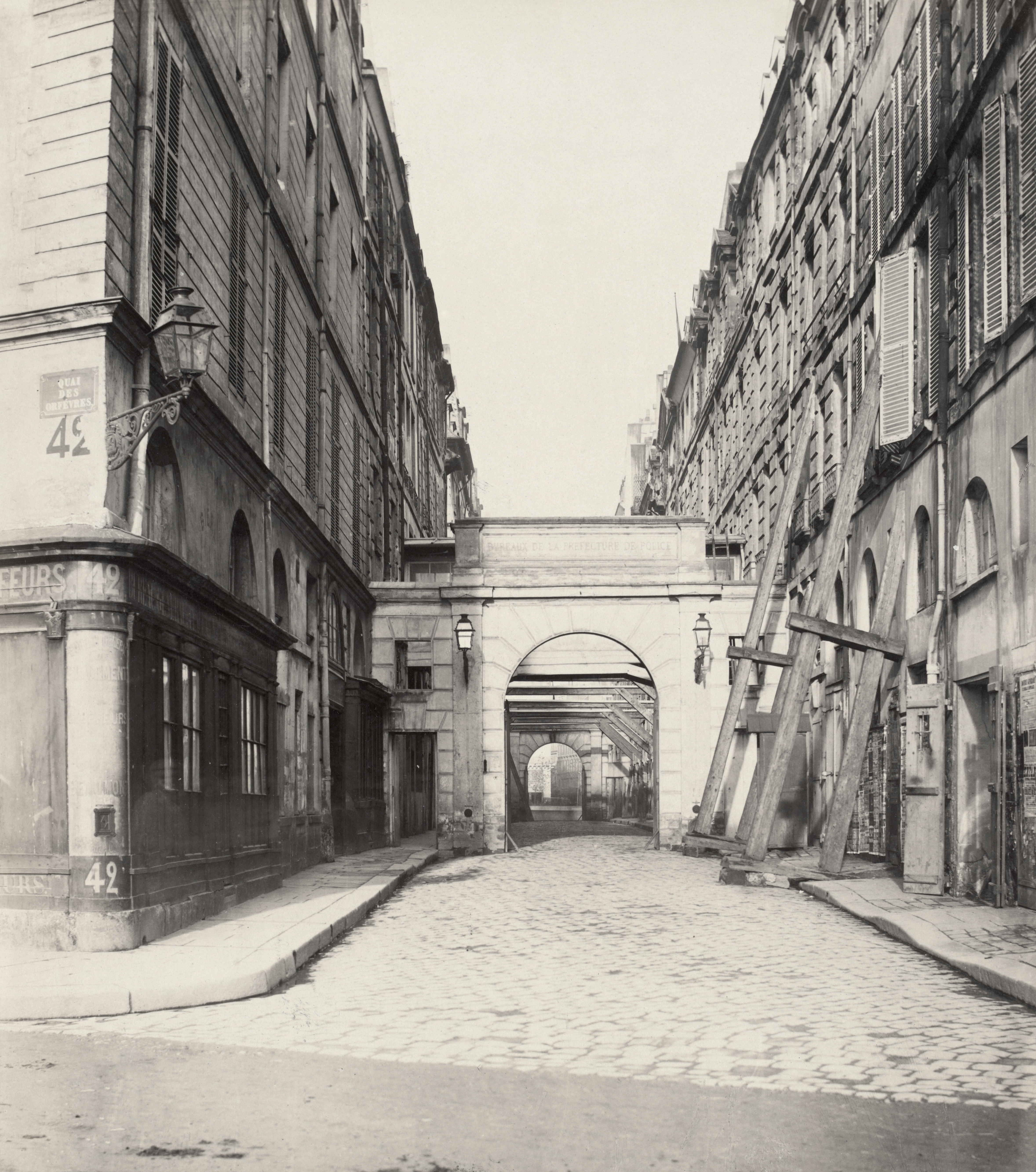
La rue avant son élargissement dans les années 1870 (photographie de Charles Marville).

## Bâtiments remarquables et lieux de mémoire

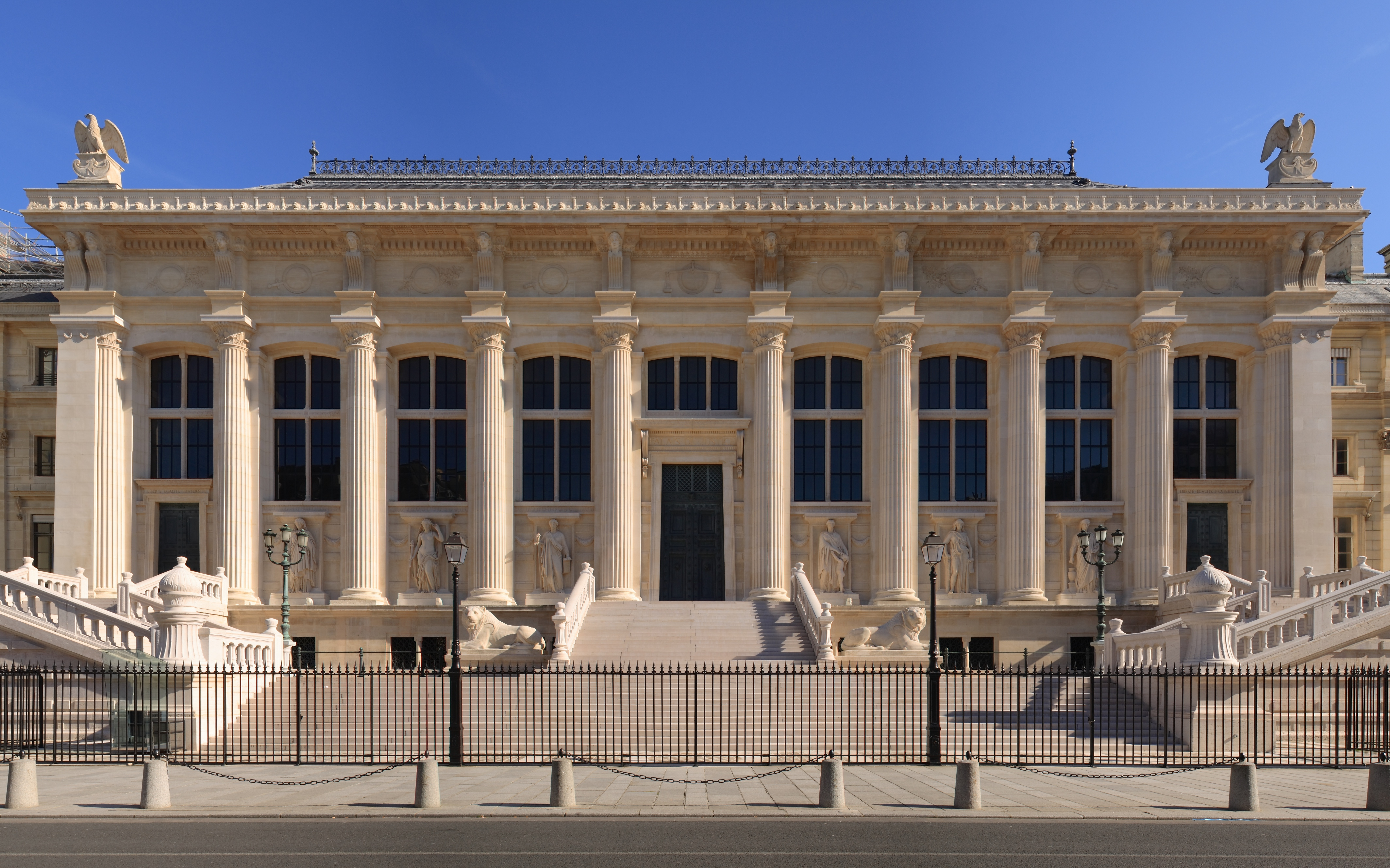
Façade ouest du Palais de Justice située rue de Harlay (entrée de la cour d'assises).

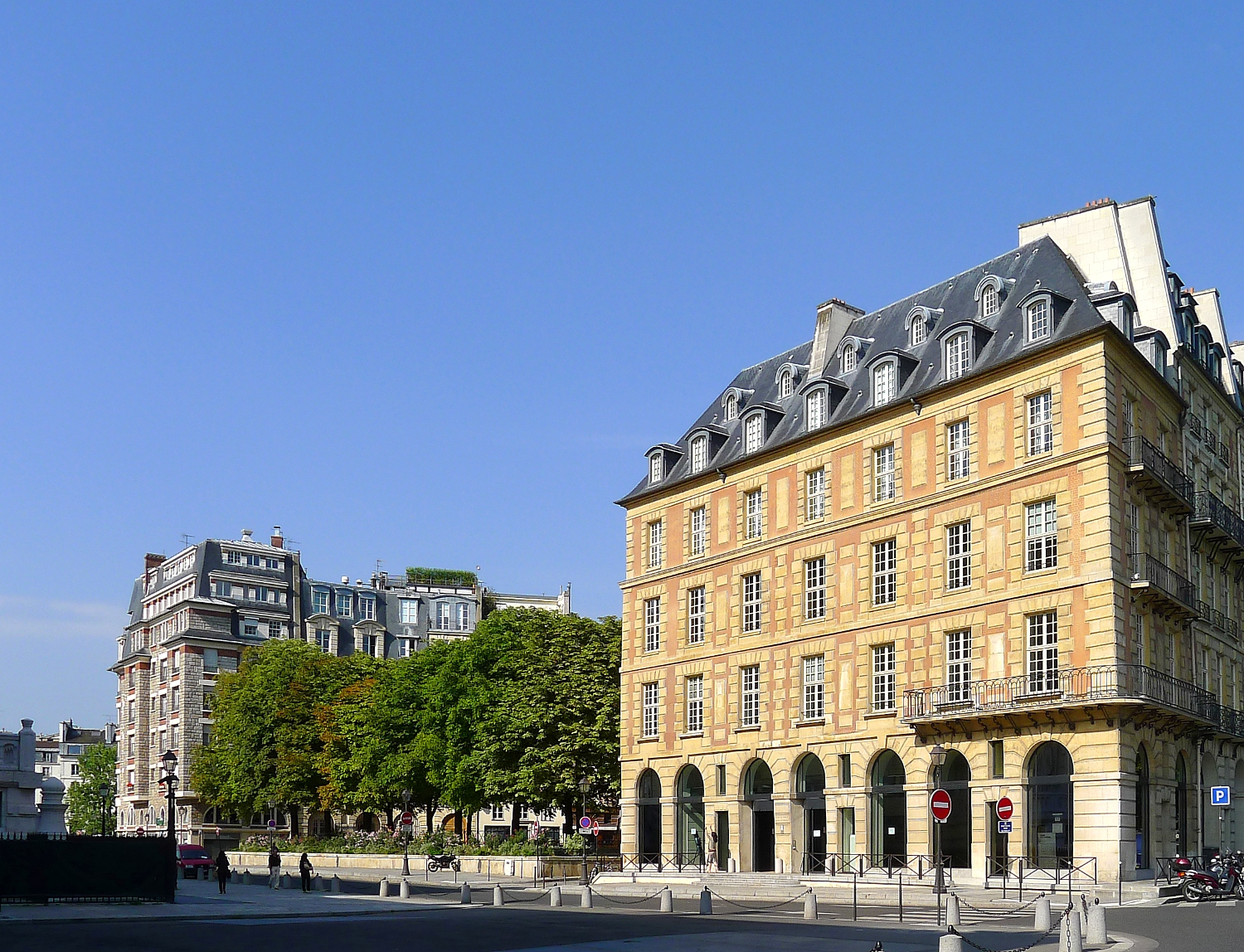
Rue de Harlay vue du quai de l'Horloge ; au premier plan l'hôtel de Harlay (maison du Barreau), le no 2 de la rue, puis cachée par des arbres, la place Dauphine.

- No 4 : Alphonse Liébert (1826-1913) y a vécu. Son fils Gaston Ernest Liébert (1866-1944) y est né.

## Pour approfondir